# Wawrzyniec Ruiz
Wawrzyniec Ruiz (ur. ok. 1600 na Binondo; zm. 29 września 1637 Nishizaka w Nagasaki w Japonii) – święty Kościoła katolickiego, protomęczennik i pierwszy święty z Filipin.

## Życiorys
Jego ojciec był Chińczykiem a matka Filipinką. Już jako dziecko służył w kościele oraz w klasztorze dominkanów. Ponieważ miał szczególne nabożeństwo do Matki Bożej Różańcowej wstąpił do Bractwa Różańcowego. W kolejnych latach pracował jako notariusz oraz kopiował ważne dokumenty pismem kaligraficznym. Ożenił się i miał dwóch synów oraz córkę.
Gdy dominikanie Antoni Gonzalez, Wilhelm Courtet, Wincenty od Krzyża Shiwozuka i Michał de Aozaraza jechali na misje do Japonii, popłynął razem z nimi. Wprawdzie nie zamierzał dotrzeć aż do samej Japonii, a tylko do Makau, jednak splot okoliczności sprawił, że razem z nimi wylądował na Okinawie w końcu czerwca 1636 r. Towarzyszył im jeszcze Łazarz z Kioto. W tym czasie w Japonii trwały prześladowania chrześcijan. Środki ostrożności, jakie podjęli przybysze okazały się niewystarczające i krótko po dotarciu do Japonii zostali oni schwytani. Przez ponad rok byli uwięzieni na Okinawie, a 21 września 1637 r. jego razem z Antonim Gonzalezem i Łazarzem z Kioto zabrano do Nagasaki. Został poddany torturom mającym skłonić go do wyrzeczenia się wiary, które jednak go nie złamały. Proponowano mu również pieniądze w zamian za apostazję. Dnia 27 września 1637 r. został zabrany razem z innymi chrześcijanami na wzgórze Nishizaka w Nagasaki, gdzie zastosowano wobec niego tsurushi, w wyniku czego zmarł 29 września. Jego ciało spalono, a popioły wrzucono do morza.
Został beatyfikowany przez Jana Pawła II 18 lutego 1981 r. w Manili na Filipinach w grupie Dominika Ibáñez de Erquicia i towarzyszy. Tę samą grupę męczenników kanonizował Jan Paweł II 18 października 1987 r.